# バンコク空襲
バンコク空襲（英語：Bombing of Bangkok during World War II、タイ語：การโจมตีทิ้งระเบิดทางอากาศที่กรุงเทพฯ ในสงครามโลกครั้งที่สอง）とは、1941年日泰攻守同盟条約締結から、1945年太平洋戦争終結まで続いたタイ王国バンコクを攻撃目標とした連合軍による一連の空襲。主にB-24爆撃機、B-29爆撃機によって、バンコク鉄道駅、鉄橋などの交通要所、軍事施設を中心に爆撃を受け、破壊された。

## 概要
1941年12月8日太平洋戦争開戦に伴い、日本軍がタイ王国に進駐すると、12月21日タイと日本の間に日泰攻守同盟条約が調印された。1月8日にイギリス軍が首都・バンコクを爆撃したのを機に1942年1月25日ピブーンソンクラーム首相はアメリカとイギリスに対して宣戦布告した。
宣戦布告の後、バンコクおよびタイ地方都市への空襲が展開されることになり、バンコク都内の大学では疎開が行われた。バンコク・トンブリー地区の大規模空襲は1942年から1945年までの間で34回あったとされ、1942年から1944年までは主に夜間に爆撃が行われたが、1944年6月頃からは昼間の爆撃も行われるようになった。攻撃目標がはずれることも少なくなく、寺院、学校、民間住宅地も被災した。1942年11月25日夜間、B-24 3機がバンコクに来襲。カルカッタから片道1,300kmを翔破し、製油所を爆撃した。
1944年以降、日本軍に敗戦色が濃くなると、バンコクへの空襲は苛烈さを増し、日本軍関連施設、日本大使館、マッカサン駅貨物集積場、バーンスー駅鉄道操車場、チョーンノンシー駅、フアラムポーン駅、トンブリー駅鉄道操車場および日本軍造船施設、対空迎撃機滑走路周辺、サナームパオ、ルンピニ公園周辺タイ王国海軍通信隊駐屯地、バンスー取水水門、ワットリアップ発電所、マッカサン自動車エンジン整備工場やバーンスーセメント工場などの工場倉庫群、ラーマ六世橋などの長大橋、バンコク港などの港湾施設が爆撃目標とされて破壊された。このバンコク空襲に対して、タイ空軍と日本軍は一式戦闘機などで応戦したが、高高度を飛行する爆撃機になすすべなく戦果は芳しくなかった。
1944年1月から1945年1月までにタイ王国全土でおよそ250回の空襲があり、航空機およそ2,950機が来襲、およそ18,600発の爆弾、6,100発の焼夷弾が投下された。その間の損害は死者1,900人、負傷者3,000人、建物損壊9,600棟、建物全壊1,200棟。攻撃機は主にB24爆撃機であったが、バンコクはB-29爆撃機の初の実戦地でもあり、1944年6月5日、インド基地から発進した米陸軍航空軍第20爆撃集団のB-29爆撃機、98機がバンコク、マッカサン鉄道駅貨物集積場を攻撃目標に空襲した。1944年11月2日にもバーンスー駅鉄道操車場を目標とした大規模爆撃が行われ、55機のB-29爆撃機が襲来した。この襲来にタイ空軍と日本軍は一式戦闘機7機で応戦したがバーンスー駅は壊滅的な被害を受けた。さらに11月18日、連合軍のB-24爆撃機10機がバンコクを爆撃。1945年1月3日、B-24爆撃機44機がラーマ6世橋を攻撃目標として爆撃。3月27日、バンコク南方12kmにあった日本軍第4師団プラカノン宿舎が空襲を受ける。さらに1945年4月7日と9日、連合軍P-51マスタング戦闘機40機がドンムアン空港を襲撃した。4月14日には連合軍爆撃機数十機がバンコクに来襲し、発電所および水道に被害を与えた。
1945年4月以降、終戦間際のバンコク空襲に関してバンコクに駐留していた南方軍第39軍司令官中村明人中将の以下のように回想している。「…このところ敵空軍は白昼堂々バンコクの上空に飛来し傍若無人の猛威を振るった。また市民のために慰問品や薬を投下し、宣伝のビラをまいた。しかし、これを反撃する飛行機は一機もなく、高射砲も射程がとどかなかった。」終戦間際には連合国軍の爆撃に対するバンコクの防空力は残っていなかったとみられる。

## 関連史跡
- カオディン防空壕（หลุมหลบภัยเขาดิน）-ドゥシット区 ドゥシット動物園内

## バンコク空襲が舞台になる作品
- トムヤンティ『メナムの残照』（西野順治郎 訳）角川文庫 1978年